# Charka
Charka is een census town in het district Murshidabad van de Indiase staat West-Bengalen. 

## Demografie
Volgens de Indiase volkstelling van 2001 wonen er 5878 mensen in Charka, waarvan 45% mannelijk en 55% vrouwelijk is. De plaats heeft een alfabetiseringsgraad van 41%. 